# Димитър Карамфилович
Димитър (Димче) Петрушев (Петрушов, Петров) Карамфилович е български обществен деец, революционер и политик.

## Биография
Димитър Карамфилович е роден в 1839 година във Велес, в махалата Пърцорек, в семейството на велешкия първенец Петър Карамфилович и солунчанката Ана. Учи при Йордан Хаджиконстантинов - Джинот. Завършва Търговското училище в Будапеща и работи в търговска кантора във Виена, а от 1860 година се занимава с търговия в родния си град. Карамфилович, който говори немски, гръцки и малко френски, взима дейно участие в борбата на българите от Велес против Цариградската патриаршия. Така например в 1868 година е начело на велешката делегация, която приканва владиката Антим Велешки на Никулден да не споменава името на цариградския патриарх. След учредяването на Българската екзархия е неин представител пред Високата порта по църковно-училищните дела.
В писмо до Георги Раковски от 17 юни 1862 година Карамфилович се подписва като
| „ | ...един измежду българските ревнители... Само двамата со господ. Антония Драндаровича... що се ежедневно бориме с тукашните ни сограждане българе, в които духат фенерско-гръцкиат вкоренил им се е и се не можи тъй лесно отрве и преправи, но хвала Богу, постепенно остануват се и мога ся реча, почти са заборавили вече що е това грък... Ваший от чисто блгарско срдце искр приятел Д. П. Карамфилович. | “ |

При избухването на Руско-турската война Карамфилович, заподозрян от османските власти, бяга в Букурещ, присъединява се към руските войски и участва в много сражения. След Берлинския договор става председател на Самоковския окръжен съд в новообразуваното Княжество България. Велешката българска община го изпраща като свой депутат в Учредителното събрание. В Събранието Карамфилович работи по изработването на конституцията и по Мемоара за Македония до Великите сили. Карамфилович заедно с Васил Диамандиев участва активно софийския комитет „Единство“, организирал Кресненско-Разложкото въстание.
Карамфилович участва във Временното руско управление като сътрудник във финансовото ведомство в Княжеството и има големи заслуги в изграждането на финансовата администрация. Карамфилович изработва първата българска митническа тарифа. По-късно е секретар на Министерството на финансите. Карамфилович е и масон 18 степен, основател и първомайстор на ложа „Братство“ през 1882 година. В ложата се ражда идеята за основаването на Българския червен кръст, за което Карамфилович е инициатор и пръв секретар-деловодител на новата организация, приета на 1 февруари 1884 година в Международното дружество на Червения кръст. По време на Сръбско-българската война в 1885 година, като деловодител на оргинизацията развива широка кампания за събиране на помощи за ранените войници.
Сближава се с български монарх княз Александър I, който го прави инспектор на двореца. Князът му делегира важна мисия по уреждането на пограничния въпрос със Сърбия. След Преврата през 1886 година, е освободен като доверено лице на бившия княз.
В 1884 година Димитър Карамфилович влиза в ръководството на Българомакедонското благотворително дружество. В 1895 година участва в Първия македонски конгрес, на който е основан Македонският комитет. Заедно с балчишкия и варненския представител Карамфилович е избран от конгреса да поднесе на княз Фердинанд поздравителен адрес. Карамфилович е член на комитета в 1895 – 1896 година.
Умира на 26 декември 1906 година. Дъщеря му е женена за руския офицер Луис Войткевич. Брат му Емануил Карамфилович също се занимава с революционна дейност. Синът на Емануил е войводата на ВМОРО Панайот Карамфилович.
- Писмо от Пьотър Алабин до Карамфилович, 30 юли 1895 г.

## Родословие
|  |  |  |  |  |  |  |  |  |  |  |  |                                  |                                  |                                  |                                  |                                  |                                  |  |  |                                    |                                    |                                    |                                    |                                    |                                    |  |  |                  |                  |                                    |                                    |                                    |                                    |                                    |                                    |  |  |                              |                              |                              |                              |                              |                              |
|  |  |  |  |  |  |  |  |  |  |  |  |                                  |                                  |                                  |                                  |                                  |                                  |  |  | Петър Карамфилович                 | Петър Карамфилович                 | Петър Карамфилович                 | Петър Карамфилович                 | Петър Карамфилович                 | Петър Карамфилович                 |  |  | Ана Карамфилович | Ана Карамфилович | Ана Карамфилович                   | Ана Карамфилович                   | Ана Карамфилович                   | Ана Карамфилович                   |                                    |                                    |  |  |                              |                              |                              |                              |                              |                              |
|  |  |  |  |  |  |  |  |  |  |  |  |                                  |                                  |                                  |                                  |                                  |                                  |  |  | Петър Карамфилович                 | Петър Карамфилович                 | Петър Карамфилович                 | Петър Карамфилович                 | Петър Карамфилович                 | Петър Карамфилович                 |  |  | Ана Карамфилович | Ана Карамфилович | Ана Карамфилович                   | Ана Карамфилович                   | Ана Карамфилович                   | Ана Карамфилович                   |                                    |                                    |  |  |                              |                              |                              |                              |                              |                              |
|  |  |  |  |  |  |  |  |  |  |  |  |                                  |                                  |                                  |                                  |                                  |                                  |  |  |                                    |                                    |                                    |                                    |                                    |                                    |  |  |                  |                  |                                    |                                    |                                    |                                    |                                    |                                    |  |  |                              |                              |                              |                              |                              |                              |
|  |  |  |  |  |  |  |  |  |  |  |  |                                  |                                  |                                  |                                  |                                  |                                  |  |  |                                    |                                    |                                    |                                    |                                    |                                    |  |  |                  |                  |                                    |                                    |                                    |                                    |                                    |                                    |  |  |                              |                              |                              |                              |                              |                              |
|  |  |  |  |  |  |  |  |  |  |  |  | Елеонора Кувелас                 | Елеонора Кувелас                 | Елеонора Кувелас                 | Елеонора Кувелас                 | Елеонора Кувелас                 | Елеонора Кувелас                 |  |  | Емануил Карамфилович (1855 – 1895) | Емануил Карамфилович (1855 – 1895) | Емануил Карамфилович (1855 – 1895) | Емануил Карамфилович (1855 – 1895) | Емануил Карамфилович (1855 – 1895) | Емануил Карамфилович (1855 – 1895) |  |  |                  |                  | Димитър Карамфилович (1839 – 1906) | Димитър Карамфилович (1839 – 1906) | Димитър Карамфилович (1839 – 1906) | Димитър Карамфилович (1839 – 1906) | Димитър Карамфилович (1839 – 1906) | Димитър Карамфилович (1839 – 1906) |  |  |                              |                              |                              |                              |                              |                              |
|  |  |  |  |  |  |  |  |  |  |  |  | Елеонора Кувелас                 | Елеонора Кувелас                 | Елеонора Кувелас                 | Елеонора Кувелас                 | Елеонора Кувелас                 | Елеонора Кувелас                 |  |  | Емануил Карамфилович (1855 – 1895) | Емануил Карамфилович (1855 – 1895) | Емануил Карамфилович (1855 – 1895) | Емануил Карамфилович (1855 – 1895) | Емануил Карамфилович (1855 – 1895) | Емануил Карамфилович (1855 – 1895) |  |  |                  |                  | Димитър Карамфилович (1839 – 1906) | Димитър Карамфилович (1839 – 1906) | Димитър Карамфилович (1839 – 1906) | Димитър Карамфилович (1839 – 1906) | Димитър Карамфилович (1839 – 1906) | Димитър Карамфилович (1839 – 1906) |  |  |                              |                              |                              |                              |                              |                              |
|  |  |  |  |  |  |  |  |  |  |  |  |                                  |                                  |                                  |                                  |                                  |                                  |  |  |                                    |                                    |                                    |                                    |                                    |                                    |  |  |                  |                  |                                    |                                    |                                    |                                    |                                    |                                    |  |  |                              |                              |                              |                              |                              |                              |
|  |  |  |  |  |  |  |  |  |  |  |  |                                  |                                  |                                  |                                  |                                  |                                  |  |  |                                    |                                    |                                    |                                    |                                    |                                    |  |  |                  |                  |                                    |                                    |                                    |                                    |                                    |                                    |  |  |                              |                              |                              |                              |                              |                              |
|  |  |  |  |  |  |  |  |  |  |  |  | Петър Карамфилович (1882 – 1923) | Петър Карамфилович (1882 – 1923) | Петър Карамфилович (1882 – 1923) | Петър Карамфилович (1882 – 1923) | Петър Карамфилович (1882 – 1923) | Петър Карамфилович (1882 – 1923) |  |  | Панайот Карамфилович (1885 – 1921) | Панайот Карамфилович (1885 – 1921) | Панайот Карамфилович (1885 – 1921) | Панайот Карамфилович (1885 – 1921) | Панайот Карамфилович (1885 – 1921) | Панайот Карамфилович (1885 – 1921) |  |  |                  |                  | Дъщеря                             | Дъщеря                             | Дъщеря                             | Дъщеря                             | Дъщеря                             | Дъщеря                             |  |  | Луис Войткевич (1830 – 1879) | Луис Войткевич (1830 – 1879) | Луис Войткевич (1830 – 1879) | Луис Войткевич (1830 – 1879) | Луис Войткевич (1830 – 1879) | Луис Войткевич (1830 – 1879) |
|  |  |  |  |  |  |  |  |  |  |  |  | Петър Карамфилович (1882 – 1923) | Петър Карамфилович (1882 – 1923) | Петър Карамфилович (1882 – 1923) | Петър Карамфилович (1882 – 1923) | Петър Карамфилович (1882 – 1923) | Петър Карамфилович (1882 – 1923) |  |  | Панайот Карамфилович (1885 – 1921) | Панайот Карамфилович (1885 – 1921) | Панайот Карамфилович (1885 – 1921) | Панайот Карамфилович (1885 – 1921) | Панайот Карамфилович (1885 – 1921) | Панайот Карамфилович (1885 – 1921) |  |  |                  |                  | Дъщеря                             | Дъщеря                             | Дъщеря                             | Дъщеря                             | Дъщеря                             | Дъщеря                             |  |  | Луис Войткевич (1830 – 1879) | Луис Войткевич (1830 – 1879) | Луис Войткевич (1830 – 1879) | Луис Войткевич (1830 – 1879) | Луис Войткевич (1830 – 1879) | Луис Войткевич (1830 – 1879) |